# She Wouldn't Say Yes
Pour plus de détails, voir Fiche technique et Distribution.
She Wouldn't Say Yes est un film américain en noir et blanc réalisé par Alexander Hall, sorti en 1945.

## Synopsis
La psychiatre célibataire Susan Lane quitte un hôpital militaire après y avoir passé deux semaines à travailler avec des anciens combattants. Avant de partir, elle rencontre un patient en train de lire une bande dessinée de Michael Kent. Le personnage de la bande dessinée, Nixie, encourage les gens à agir selon leurs impulsions en sifflant à leur oreille. La doctoresse explique au patient qu'il n'est pas bon d'agir selon ses impulsions. Le colonel Brady, un autre psychiatre, mentionne à Susan Lane que sa confiance en tant que professionnelle vient d'un problème qu'elle a refoulé.
Plus tard, à la Gare de Grand Central Terminal, Susan Lane récupère son billet de train, et se fait renverser par un voyageur. Elle plaît immédiatement à ce dernier, mais Susan ne l'aime pas. Plusieurs coups et contusions plus tard, il s'excuse, et elle s'en va. Le voyageur s'avère être le scénariste de bandes dessinées Michael Kent. Il récupère son billet, mais à la dernière minute, l'employé - agissant sous son impulsion à cause de Nixie - change le billet de Michael pour qu'il soit dans le même compartiment que celui de Susan. Dans le train, Michael et Susan se croisent à nouveau au bar.
Avec l'aide de son père, Michael poursuit Susan de ses assiduités, ce qui énerve au plus haut point la jeune femme. L’amoureux élabore un plan pour épouser la doctoresse. De son côté, Susan élabore un plan pour se débarrasser une bonne fois pour toutes de l'importun.

## Fiche technique
- Titre : She Wouldn't Say Yes
- Réalisation : Alexander Hall
- Scénario : Virginia Van Upp, Hans Jacoby, Sarett Tobias, László Görög et Wilhelm Thiele
- Direction artistique : Stephen Goosson et Van Nest Polglase
- Musique : Marlin Skiles
- Costumes : Jean Louis
- Photographie : Joseph Walker
- Montage : Viola Lawrence
- Société de production : Columbia Pictures
- Pays de production :  États-Unis
- Langue d'origine : anglais américain
- Format : noir et blanc — 1,37:1 — 35 mm — son : mono (Western Electric Mirrophonic Recording)
- Genre : comédie romantique
- Durée : 87 minutes
- Date de sortie :
  - États-Unis : 29 novembre 1945

## Distribution
- Rosalind Russell : Dr Susan A. Lane
- Lee Bowman : Michael Kent
- Adele Jergens : Allura
- Charles Winninger : Dr Lane
- Harry Davenport : Albert
- Sara Haden : Laura Pitts
- Percy Kilbride : Juge Whittaker
- Lewis L. Russell (en) : le colonel Brady
- Mary Treen : la passagère du train